# Яримович Богдан Іванович

Богдан Іванович Яримович (*1925, м. Білосток (Польща) — економіст, громадський діяч. Брат Михайла Яримовича.
Закінчив Торонтський Університет (1949).
Від 1974  східно-онтарського регіону при Міністерстві фінансів, економіки і міжурядових справ провінції Онтаріо.